# Clemens Gudden
Clemens Hermann Bernhard Gudden (* 8. Oktober 1861 in Werneck, Königreich Bayern; † 27. Juni 1931 in Bonn) war ein deutscher Nervenarzt und Psychiater sowie Gründer und Leiter einer psychiatrischen Anstalt in Beuel-Pützchen bei Bonn.

## Leben
Clemens Gudden war eines von neun Kindern des bayerischen Psychiaters Bernhard von Gudden und dessen Ehefrau Clarissa, geborene Voigt (* 4. Oktober 1832; † 10. März 1894), einer Enkelin des Psychiaters Maximilian Jacobi. Zu seinen Geschwistern zählten die Maler Max und Rudolf Gudden und der Psychiater Hans Gudden.
Gudden wuchs in Werneck auf, wo sein Vater seit 1855 die Kreisirrenanstalt auf Schloss Werneck leitete. Er besuchte die Königlich Bayerische Studienanstalt Burghausen und studierte an der Julius-Maximilians-Universität Würzburg Medizin. Dort promovierte er 1887 mit einer Arbeit Über die Frage nach der Existenz eines ungeformten Harnstoff zersetzenden Fermentes zum Dr. med.
1890 erwarb Gudden von Leopold Besser die private Heilanstalt Pützchen bei Bonn, die er dann als „Dr. Gudden’sche Heilanstalt für Nerven- und Gemütskranke“ fortführte und ausbaute, ehe er sie 1904 an Alfred Peipers (1867–1948) veräußerte. 1909 wurde Gudden, der nach Bonn übergesiedelt war und dort als Nervenarzt arbeitete, zum Sanitätsrat ernannt.
Gudden war verheiratet mit Elisabeth, geborene Fick, Tochter des Physiologen Adolf Fick. Sohn des Paars war der Physiker Bernhard Gudden.
Clemens Gudden starb im Alter von 69 Jahren.

## Grabstätte

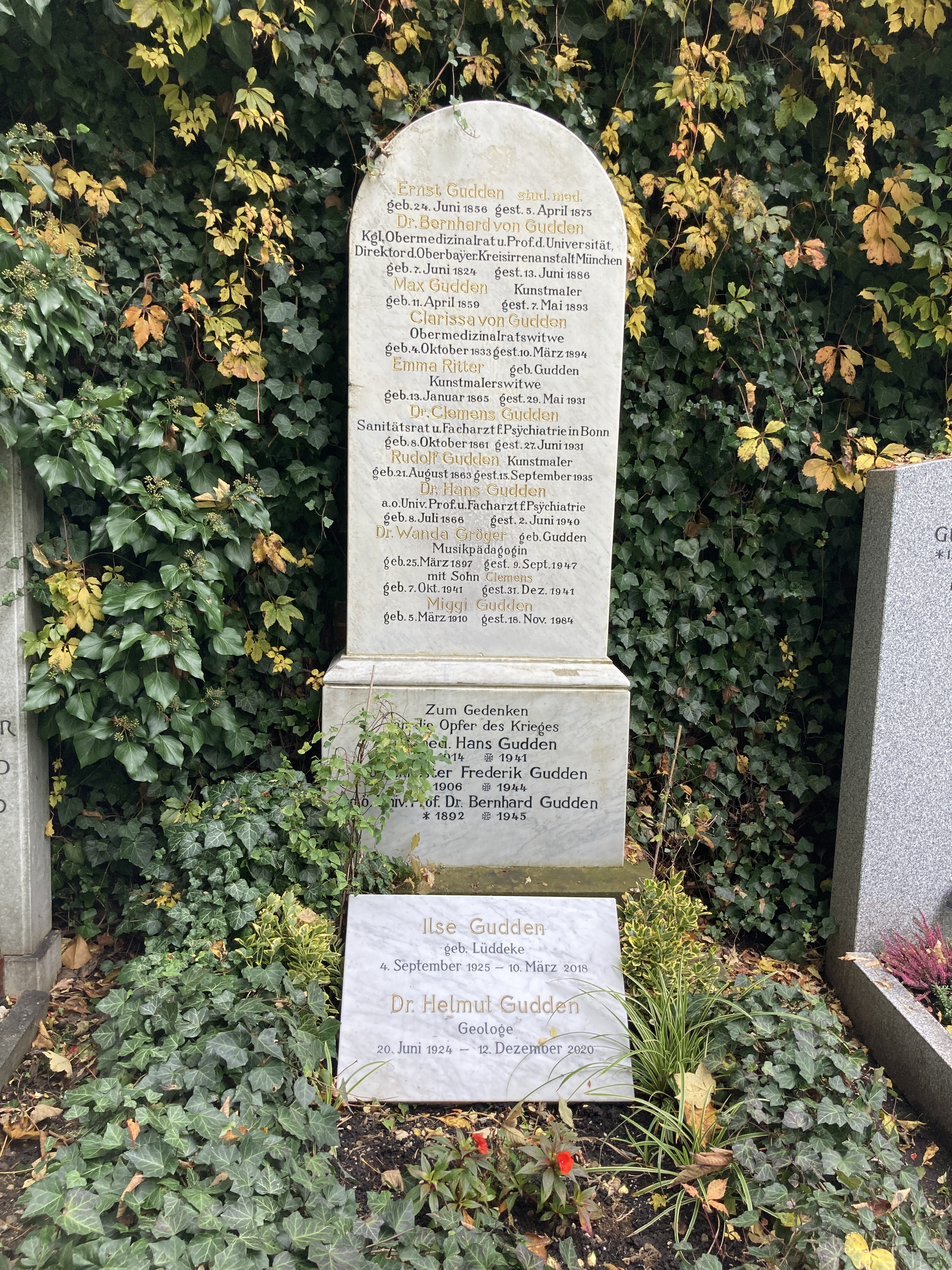
Grab von Clemens Gudden auf dem Münchner Ostfriedhof

Die Grabstätte von Clemens Gudden befindet sich auf dem Münchner Ostfriedhof (Grab Mauer links Nr. 5) Standort. In diesem Grab liegen ebenso sein Vater Bernhard und seine Mutter Clarissa und einige seiner Geschwister (Ernst, Emma, Rudolf, Hans).

## Schriften
- Über die Frage nach der Existenz eines ungeformten Harnstoff zersetzenden Fermentes. Inaugural-Dissertation, Würzburg 1887.
- Über eine gewisse Form von Erinnerungslücken und deren Ersatz bei epileptischen Dämmerungszuständen. In: Archiv für Kriminologie, 27 (1907), S. 346–351.